# Continentales
Eurojournal
Continentales puis Eurojournal est une émission présentée par Alex Taylor puis par Nicolas Don, et diffusée chaque matin, du 5 février 1990, sur FR3 au 11 décembre 1994 sur France 3. L'émission est revenue sous le titre Eurojournal chaque matin du 14 décembre 1994 au 3 janvier 1997 sur La Cinquième.

## Historique
Continentales est une émission créée par Michel Kuhn, sous l'impulsion de Jacques Chancel, directeur des programmes de FR3 de l'époque.

## Principe
Alex Taylor présente et produit pour la télévision l'émission Continentales sur FR3. Il y introduit le vocabulaire de reportages de journaux télévisés européens. Ironiquement, c'est grâce à l'invasion du Koweït par Saddam Hussein, le 2 août 1990, que l'émission voit son audience progresser. Elle passera de 200 000, à 4 millions de téléspectateurs.

## Évolution de l'émission
- Continentales d'été :

Forte de ce succès d'audience, à partir du 1er juillet 1991 (et ce, tous les étés) l'émission devient Continentales d'été. Exit l'info, sous l'impulsion d'Alex Taylor l'émission propose des séries télévisées anglophones, toutes diffusées en version originale sous-titrée, notamment des épisodes restés inédits de la saison 4 de Chapeau melon et bottes de cuir. De là, il acquiert une certaine notoriété auprès du public.
- Eurojournal :

Dès le 7 septembre 1992, la rubrique l'Eurojournal diffusé le matin, devient également une émission à part entière chaque soir aux alentours de minuit sur France 3. Il reviendra le matin du 14 décembre 1994 au 3 janvier 1997 sur La Cinquième, présenté par Nicolas Don. L'Eurojournal propose alors du lundi au vendredi matin des extraits des journaux télévisés de la chaîne britannique Sky News, de la chaîne allemande ZDF (Heute), de la chaîne russe ORT, de la chaîne espagnole TVE 1 (Telediario et parfois Informe Semanal) et de la chaîne italienne Rai Uno, en version originale sous-titrée. En fonction des événements, notamment dans le cadre du conflit israélo-palestinien, des extraits de journaux télévisés israéliens (Aroutz 1) ou arabes (MBC) sont parfois diffusés.

## Présentateurs
- Nicolas Don (1994-1997)
- Alex Taylor (1990-1994)

## Séries diffusées
- Chapeau melon et bottes de cuir
- La Quatrième Dimension
- Les Craquantes
- Monty Python's Flying Circus
- One foot in the grave
- L'Hôtel en folie
- KYTV (saison 3)
- Batman

## Dessins animés diffusés
- Les Aventures de Tintin

## Documentaires diffusés
- The Trials of life